# Penggaron Kidul
Penggaron Kidul is een bestuurslaag in het regentschap Semarang van de provincie Midden-Java, Indonesië. Penggaron Kidul telt 6553 inwoners (volkstelling 2010).